# Wasilij Pietrow (1917–2014)
Wasilij Iwanowicz Pietrow (ros. Василий Иванович Петров, ur. 2 stycznia?/15 stycznia 1917 we wsi Czernolesskoje, w guberni stawropolskiej na Kaukazie, zm. 1 lutego 2014 w Moskwie) – radziecki i rosyjski dowódca wojskowy, Głównodowodzący Wojsk Lądowych RKKA – zastępca ministra obrony ZSRR, marszałek Związku Radzieckiego (1983), Bohater Związku Radzieckiego (1982), członek Komitetu Centralnego KPZR, deputowany do Rady Najwyższej ZSRR 9. kadencji, doradca ministra obrony Federacji Rosyjskiej.

## Życiorys
Urodził się 2 stycznia?/15 stycznia 1917 roku we wsi Czernolesskoje, położonej na terenie ówczesnej guberni stawropolskiej (obecnie Kraj Stawropolski). Służbę w Armii Czerwonej pełnił od 1939 roku. W 1941 roku ukończył kurs oficerski. W 1948 ukończył Akademię Wojskową im. Michaiła Frunzego, uzyskując stopień oficera dyplomowanego.
Uczestnik wojny z Niemcami od sierpnia 1941. Brał udział w walkach na Frontach: Południowym, Krymskim, Północno-Kaukaskim i Zakaukaskim – pełniąc do 1943 kolejno funkcje: dowódcy plutonu kawalerii, zastępcy dowódcy szwadronu, pomocnika szefa sztabu pułku, starszego adiutanta (szefa sztabu) samodzielnego batalionu, dowódcy batalionu. W latach 1943–1944 był szefem wydziału operacyjnego sztabu brygady oraz dywizji strzelców – na Frontach: Stepowym, Woroneskim, 1 Ukraińskim i 2 Ukraińskim. Brał udział w działaniach bojowych podczas obrony Odessy, Sewastopola, Kaukazu, forsowaniu Dniepru i Dniestru, zajmowaniu Rumunii i Węgier.
Po wojnie służył w Armii Radzieckiej na stanowiskach sztabowych i dowódczych: zastępca szefa oraz szef oddziału sztabu armii, dowódca pułku piechoty (od stycznia 1953 do grudnia 1955), szef sztabu dywizji. Od stycznia 1957 dowódca dywizji zmotoryzowanej. Od lipca 1961 na odpowiedzialnych stanowiskach dowódczych. Do czerwca 1964 szef sztabu armii, następnie dowódca armii. Od stycznia 1966 szef sztabu i pierwszy zastępca dowódcy, a od kwietnia 1972 dowódca Dalekowschodniego Okręgu Wojskowego. Od maja 1976 do grudnia 1978 pełnił funkcję I zastępcy Głównodowodzącego Wojsk Lądowych, następnie do listopada 1980 dowódcy Dalekowschodniego Okręgu Wojskowego. Z kolei do stycznia 1985 Głównodowodzący Wojsk Lądowych – zastępca ministra obrony ZSRR. Do stycznia 1992 generalny inspektor w grupie generalnych inspektorów ministerstwa obrony ZSRR i doradca szefa sztabu generalnego Zjednoczonych Sił Zbrojnych Wspólnoty Niepodległych Państw. Od września 1992 doradca ministra obrony Federacji Rosyjskiej. 
Od 1944 członek partii komunistycznej WKP(b), od 1976 członek Komitetu Centralnego KPZR, deputowany do Rady Najwyższej ZSRR 9. kadencji.
W latach 1977–1978 stał na czele kontyngentu 800-1000 radzieckich doradców wojskowych w czasie wojny w Ogadenie.
Pochowany na Federalnym Cmentarzu Wojskowym jako druga z kolei osoba.

## Awanse
- pułkownik – 29 kwietnia 1952
- generał major – 9 maja 1961
- generał porucznik – 16 czerwca 1965
- generał pułkownik – 29 kwietnia 1970
- generał armii – 15 grudnia 1972
- marszałek Związku Radzieckiego – 25 marca 1983

## Odznaczenia
- Medal Złota Gwiazda Bohater Związku Radzieckiego (16 lutego 1982)
- Order Lenina – czterokrotnie (1967, 1978, 1982, 1987)
- Order Rewolucji Październikowej (1974)
- Order Aleksandra Newskiego (27 lutego 2012)[3]
- Order Czerwonego Sztandaru (1944)
- Order Wojny Ojczyźnianej I stopnia – dwukrotnie (1944, 1985)
- Order Wojny Ojczyźnianej II stopnia (1943)
- Order Czerwonej Gwiazdy – dwukrotnie (1942, 1955)
- Order „Za służbę Ojczyźnie w Siłach Zbrojnych ZSRR” III stopnia (1976)
- Medal „Za zasługi bojowe”
- Medal „Za obronę Kaukazu”
- Medal „Za ochronę granic państwowych"
- Medal „Za umacnianie braterstwa broni”
- Medal „Za zwycięstwo nad Niemcami w Wielkiej Wojnie Ojczyźnianej 1941–1945”
- Medal jubileuszowy „Dwudziestolecia zwycięstwa w Wielkiej Wojnie Ojczyźnianej 1941–1945”
- Medal jubileuszowy „Trzydziestolecia zwycięstwa w Wielkiej Wojnie Ojczyźnianej 1941–1945”
- Medal jubileuszowy „Czterdziestolecia zwycięstwa w Wielkiej Wojnie Ojczyźnianej 1941–1945”
- Medal jubileuszowy „50-lecia zwycięstwa w Wielkiej Wojnie Ojczyźnianej 1941–1945”
- Medal jubileuszowy „60-lecia zwycięstwa w Wielkiej Wojnie Ojczyźnianej 1941–1945”
- Medal jubileuszowy „65-lecia zwycięstwa w Wielkiej Wojnie Ojczyźnianej 1941–1945”
- Order Suche Batora (Mongolia)
- Order Czerwonego Sztandaru (Mongolia)
- Order Scharnhorsta (NRD)
- Order Tudora Wladimiresku I klasy (Rumunia)
- Order Czerwonego Sztandaru (CSSR)
- Order Flagi Narodowej (KRLD)
- Order Ernesto Cze Gewary (Kuba)
- Order Flagi Węgierskiej Republiki Ludowej (Węgry)
- Order Świętego Wielkiego Księcia Dymitrija Dońskiego II klasy (2005, Rosyjska Cerkiew Prawosławna)
- I inne